# Súlovce
Súlovce (Hongaars: Szulóc) is een Slowaakse gemeente in de regio Nitra, en maakt deel uit van het district Topoľčany.
Súlovce telt 489 inwoners.